# Sylvia Brustad
Sylvia Kristin Brustad (født 19. december 1966 i Elverum) er en tidligere norsk politiker (Ap) og minister for industri og handel siden 20. juni 2008.
Brustad tog videregående eksamen i 1985 og var elev ved Arbeiderbevegelsens Folkehøgskole 1985-1987. Hun har arbejdet som journalist i LO-bladene LO-aktuelt (1987–88) og Aktuelt perspektiv (1988–1989). Siden hun blev stortingsrepræsentant i 1989 har hun været fuldtidspolitiker. Ved Stortingsvalget 2009 stillede hun ikke til genvalg.